# Koekoekswever
De koekoekswever (Anomalospiza imberbis) is een vogel uit de familie van de Viduidae. Het mannetje van deze soort heeft een saffraangeel verenkleed; het vrouwtje is onopvallend bruin. De koekoekswever is een broedparasiet die haar ei legt in het nest van andere vogelsoorten waaronder de roestflankprinia en de roodmaskergraszanger. De wetenschappelijke naam van de soort is voor het eerst geldig gepubliceerd in 1868 door Cabanis.

## Verspreiding en leefgebied
Deze soort komt voor in het oosten en zuiden van Afrika.